# Šimun Katalinić
Šimun Katalinić   (Zadar, 17 de setembre de 1889 - valor desconegut, 4 de març de 1977), italianitzat Simeone Cattalinich, fou un remer italià que va competir durant la dècada de 1920. Era nascut a Zara, província del Regne d'Itàlia en el període d'entreguerres. Era germà dels també remers Antonio i Francesco Cattalinich.
El 1924 va prendre part en els Jocs Olímpics de París, on disputà la prova del vuit amb timoner del programa de rem, en què guanyà la medalla de bronze.